# Dytiscidae
Dytiscidae ima oko 4000 vrsta koje žive u vodi i kao imago i kao larve. Iz vode izlaze povremeno da bi disali. Naseljavaju slatkovodne ekosisteme širom sveta, ali nekolicina vrsta naseljava šumsku stelju. Adulti dostižu između 1-2,5 cm dužine. Evropski Dytiscus latissimus (4,5 cm) i brazilski Megadytes ducalis (4,75 cm) su najkrupniji u porodici, a najmanji je australiski Limbodessus atypicali (0,9 mm). Većina je tamno smeđa, crna ili tamno maslinasta.

## Ishrana
Opasni su predatori drugih akvatičnih životinja. Odrasli hvataju sitnije ribe, punoglavce, čak i žabe. Imaju kratke ali oštre mandibule. Odmah nakon ugriza dostavljaju digestivne enzime. Larve su takođe grabljive i poznate pod imenom vodeni tigrovi.

## Larve i razvoj
U larvenom obliku veličinavarira od 1 do 5 cm. larve su oblika polumeseca, a dugačak rep prekriven je tankim dlakama. Imaju šest nogu koje polaze sa toraksa, kojetakođe imaju tanke dlake. Glava je ravna i kvadratna sa par dugih klešta.
Kao zrele larve izlaze iz vode i zakopavaju se u blato. Nakon nedelju dana, ili dužekod nekih vrsta, izblata se pojavljuju odrasle jedinke.

## Sistematika
- Podfamilija Agabinae  Thomson, 1867
- Podfamilija Colymbetinae  Erichson, 1837
- Podfamilija Copelatinae  Branden, 1885
- Podfamilija Coptotominae  Branden, 1885
- Podfamilija Dytiscinae  Leach, 1815
- Podfamilija Hydrodytinae  K.B.Miller, 2001
- Podfamilija Hydroporinae  Aubé, 1836
- Podfamilija Laccophilinae  Gistel, 1856
- Podfamilija Lancetinae  Branden, 1885
- Podfamilija Matinae  Branden, 1885 [3]